# ديودون مينونغو
ديودون مينونغو (بالفرنسية: Dieudonné Minoungou)‏ من مواليد 25 يونيو 1981 في تنكودغو في بوركينا فاسو ، لاعب كرة قدم من بوركينا فاسو.
و هو يلعب مع منتخب بوركينا فاسو لكرة القدم.

## روابط خارجية
- ديودون مينونغو على موقع قاعدة بيانات كرة القدم.إي يو (الإنجليزية)
- ديودون مينونغو على موقع ناشيونال فوتبول تيمز (الإنجليزية)